# Chiesa di Santo Stefano (Linari)
La chiesa di Santo Stefano si trova a Linari, frazione del comune di Barberino Val d'Elsa, in provincia di Firenze, diocesi della medesima città.

## Storia
La chiesa di Santo Stefano a Linari è situata fuori dal castello di Linari nella parte sud-ovest del colle e venne citata come semplice chiesa appartenente al territorio di Semifonte.
Fra il 1260 e il 1266 subì gravi danni dai Ghibellini fiorentini che distrussero le proprietà dei fuoriusciti Guelfi. Fu suffraganea dal 1266 al 1277 della pieve di Sant'Appiano.
Dal Rationes Decimarum  del 1276-1277 si evince che in quel tempo la chiesa fosse sede di una comunità di canonici regolari. Nel XIII e nel XIV secolo il borgo di Linari era sede di numerosi spedali per pellegrini e alberghi di cui sono rimasti alcuni nomi: Cortebuona citato fin dal (1348), San Niccolò di cui esistono testimonianze a partire dal 1289 ma oggi scomparso e Santa Maria citato dal 1313. La presenza di questi luoghi di ristoro fece di Linari un borgo florido nel XIV secolo.
In seguito la chiesa, per motivi oggi sconosciuti, non fu più sede di un sacerdote stabile e questo comportò il degrado delle sue strutture, tanto che nel 1446 era in stato di rovina. In seguito nel XVII secolo venne restaurata e seguendo al moda del tempo il suo aspetto subì una ridefinizione in stile barocco. Altri importanti interventi vennero realizzati nel 1930 e in quell'occasione vennero riportati alla luce elementi medievali e le sovrastrutture barocche vennero rimosse.
Nella chiesa si celebrava la festa di Sant'Apollinare, perché si credeva che il nome Linari derivasse dal nome del santo.

## Descrizione
La chiesa, di piccole dimensioni presenta una pianta rettangolare priva di abside; il paramento murario è costituito da mattoni.
Nei muri perimetrali si aprono sei strette monofore mentre in facciata è posto un archivolto a tutto tondo che sovrasta il portale di epoca moderna. Nella tribuna si aprono altre tre monofore con archivolto in laterizio che, in specialmodo quella centrale, assomigliano a quelle presenti nella tribuna dei Santi Jacopo e Filippo a Certaldo.
Il campanile è costituito da una torre quadrata in stile gotico.

### Oratorio di San Carlo Borromeo

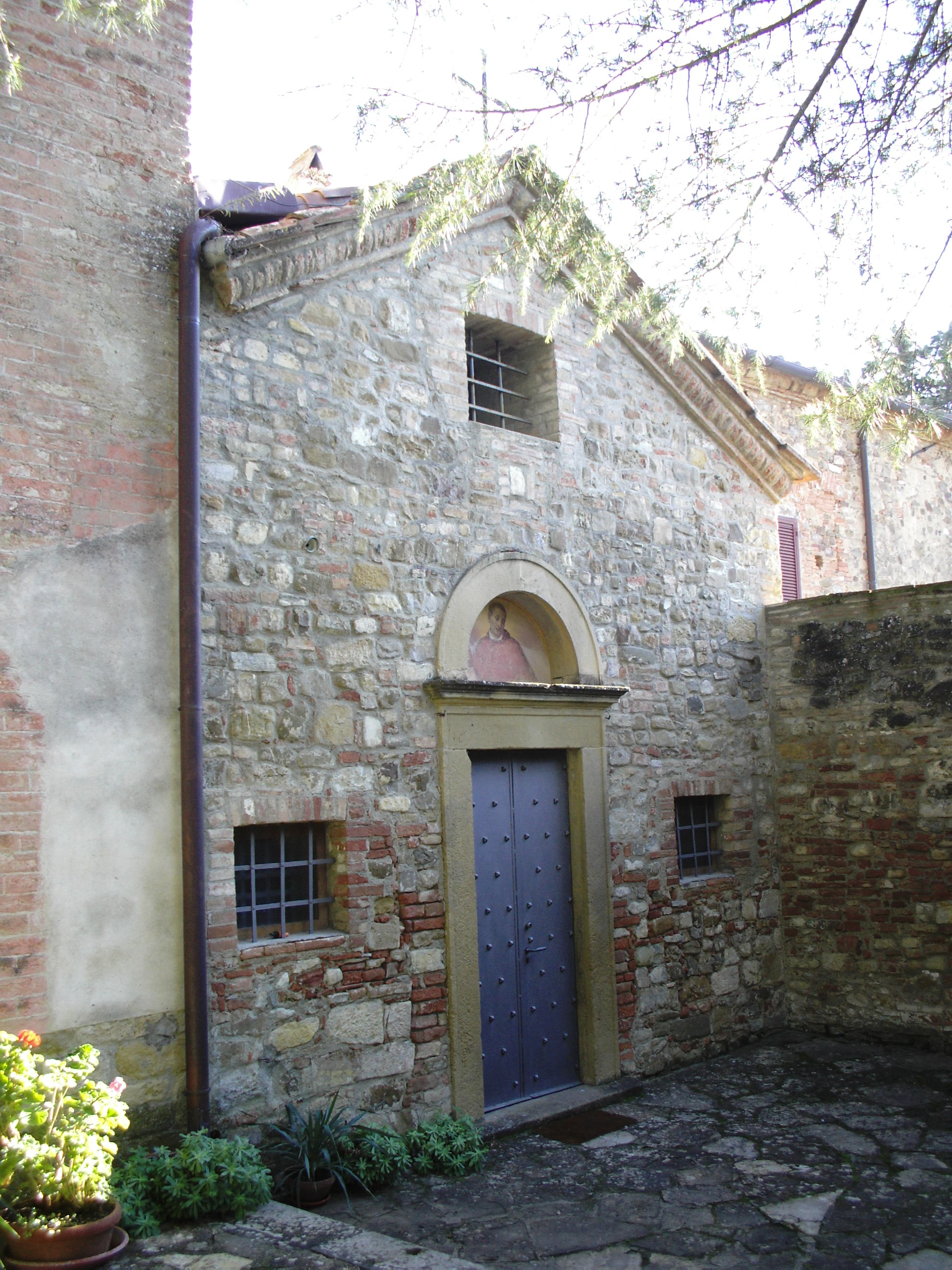
Facciata dell'oratorio

Accanto alla chiesa, nei pressi della tribuna, è presente un altro edificio religioso. Si tratta dell'oratorio dedicato a San Carlo Borromeo, che una tradizione locale dice che sia stato ospite della chiesa di Linari. All'altare maggiore è posto un tabernacolo in pietra serena di epoca rinascimentale.

### Opere
Conserva al suo interno un dipinto di Neri di Bicci, raffigurante una Madonna col Bambino e Santi e una pace di rame cesellato e dorato attribuita al Filarete.